# Evert Verhees
 (décembre 2011).
Si vous disposez d'ouvrages ou d'articles de référence ou si vous connaissez des sites web de qualité traitant du thème abordé ici, merci de compléter l'article en donnant les références utiles à sa vérifiabilité et en les liant à la section « Notes et références ».
Evert Verhees est un musicien belge né à Anvers le 9 mai 1953.
Il a commencé à jouer de la basse à l’âge de 14 ans.
Il a joué avec — entre autres — Maurane, Axelle Red, Viktor Lazlo, Arno, Patsy, Helmut Lotti, Salvatore Adamo, Julien Clerc, Eddy Mitchell, Toots Thielemans, Alain Bashung, Julie Zenatti, Patrick Bruel, Florent Pagny, Gérald De Palmas, les L5, Renaud...
Il a fait l’académie (cours de piano et de guitare classique). Après être sorti du conservatoire, il a eu un premier groupe, Banzaï, groupe de rock symphonique, entre 1972 et 1976. Il travaillait et continuait à travailler en studio, en concert, à réaliser des disques. Il a composé, produit, arrangé avec divers artistes comme Maurane (3 albums), Toots Thielemans, Viktor Lazlo, Raf Van Brussel et Jo Lemaire. Il a aussi participé à des spots publicitaires pour Esso, Midas, Royal Oporto, Cash Fresh et Felix Peanuts.